# Mateo de Clermont

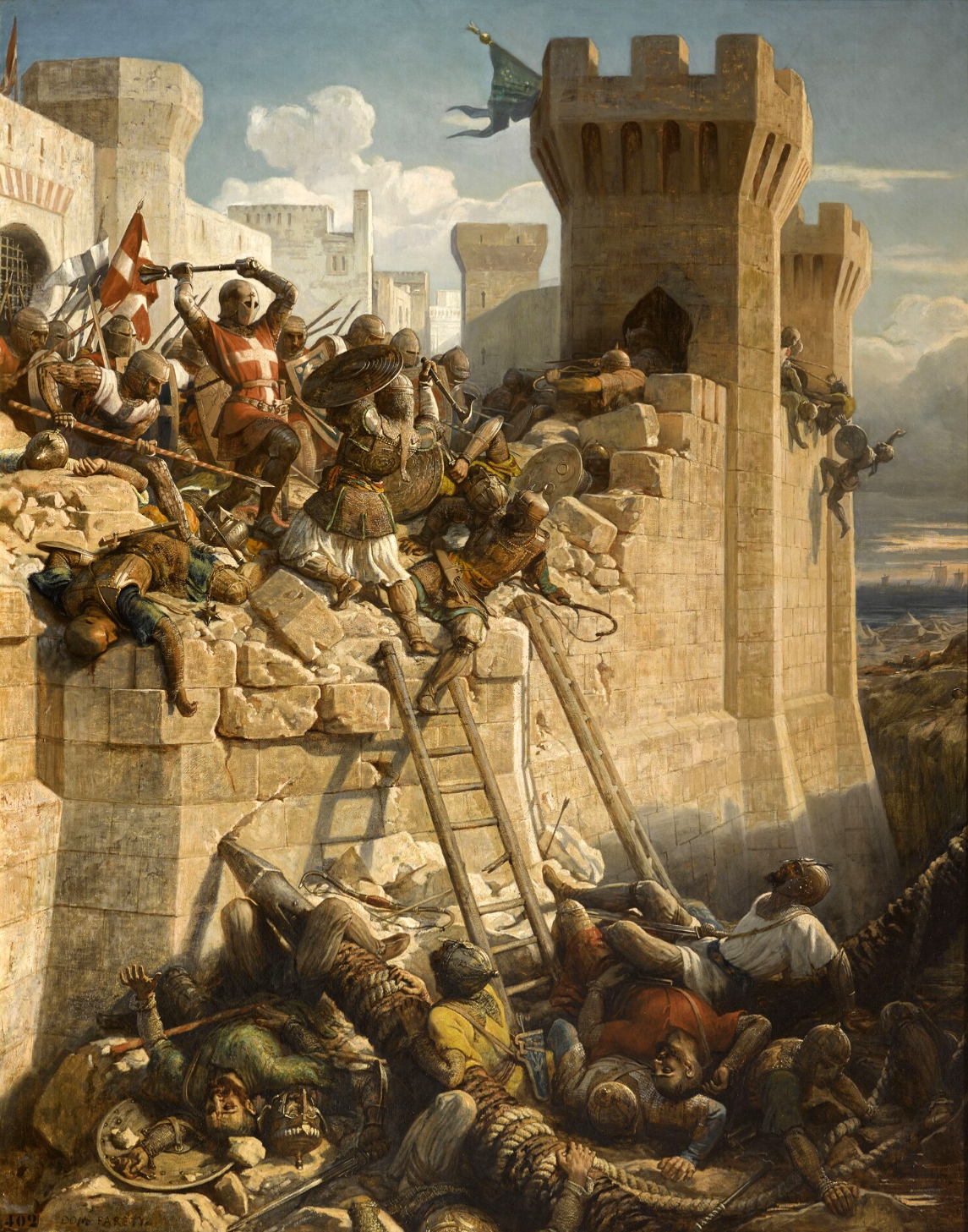
El Hospitalario Mateo de Clermont defendiendo los muros de Acre en 1291.

Mateo de Clermont (en latín: Mahé de Clermont; fallecido en Acre el 18 de mayo de 1291) fue un caballero de la Orden Hospitalaria, donde ocupó el cargo de mariscal.
Clermont estuvo al mando de los Hospitalarios en la defensa de Trípoli contra los mamelucos en 1289. La ciudad tuvo que ser abandonada el 26 de abril, pero cuarenta miembros de la orden murieron en la batalla, y él mismo fue uno de los pocos que logró escapar por mar.
Clermont fue uno de los protagonistas destacados en la defensa de Acre, el último bastión cruzado en Tierra Santa, asediado por los mamelucos bajo el sultán Jalil desde abril de 1291. Cuando los musulmanes entraron en la ciudad el 16 de mayo, Clermont detuvo a los defensores que huían hacia el puerto y en un contraataque, expulsó a los asediadores de la puerta de San Antonio. En la siguiente embestida, el 18 de mayo, combatió una vez más en primera línea y fue asesinado en el barrio genovés.
El Gran maestre de la Orden Jean de Villiers rindió homenaje a su mariscal poco después de la caída de Acre:
«Era noble, valiente y probado en armas. ¡Que Dios tenga piedad de él!»